# Martin Wrede
Martin Wrede, född 15 januari 2005, är en tysk simmare.

## Karriär
Vid EM 2024 i Belgrad var Wrede en del av Tysklands lag som tog brons på 4×100 meter mixed frisim. Han slutade även på 15:e plats på 100 meter frisim, 36:e plats på 50 meter frisim samt var en del av kapplaget som slutade på sjätte plats på 4×100 meter frisim.
Vid kortbane-VM 2024 i Budapest var Wrede en del av Tysklands lag som slutade på nionde plats på 4×100 meter frisim, 11:e plats på 4×50 meter mixed frisim och på 12:e plats på 4×100 meter medley.